# Joseph Storrs Fry
Joseph Storrs Fry (1769 – 1835) foi um membro da família Fry, fundadores da J. S. Fry & Sons, atualmente fundida com a Cadbury. Foi um empresário chocolateiro inglês. Ficou notorizado por, em 1849, produzir a primeira barra de chocolate comestível.